# Olivier Merle (chercheur)
Pour les articles homonymes, voir Olivier Merle et Merle (homonymie).
Olivier Merle, né le 6 septembre 1956 à Rennes, est un géologue, professeur émérite à l'université Clermont Auvergne de Clermont-Ferrand, et un romancier français. Chercheur au Laboratoire magmas et volcans (Observatoire de physique du globe de Clermont-Ferrand), il est l’auteur de près d’une centaine d’articles de recherche dans des revues internationales spécialisées en sciences de la Terre. 

## Biographie

### Famille
Fils de l’écrivain Robert Merle, Olivier Merle est le frère du sociologue Pierre Merle, spécialiste des questions scolaires. 
Il est marié et père de trois enfants.

### Carrière littéraire
Olivier Merle publie un premier roman, L’Épée maudite, en 2003 aux éditions J'ai Lu Jeunesse, puis L'Avers et le Revers (2009), Noir négoce (2010), Identité numérique (2011), Electropolis (2013), Au crépuscule de Néandertal (2014), Le Fils de l'Homme (2015), Urbi et Orbi (2016) et La Méduse (2017) aux éditions de Fallois. 
Après le décès de son éditeur Bernard de Fallois, Olivier Merle rejoint XO Editions où il publie Libre d'aimer en 2019. La même année, son roman Noir Négoce est republié dans une version abrégée enrichie de compléments pédagogiques aux éditions Hatier dans la collection CLASSIQUE et CIE - COLLEGE  pour être étudié au collège. En 2021, il publie un polar/thriller Dans l'ombre du loup chez XO Editions, créant un personnage récurrent, le commandant Hubert Grimm, dont deux nouvelles aventures Le manoir des sacrifiées et Les entrailles du mal sont publiées en 2022 et 2023.

### Itinéraire professionnel
- 1984-1995 : Chercheur du CNRS au laboratoire de géosciences de Rennes (université de Rennes 1)
- 1990-1991 : Détaché à l'université d'Arizona (Tucson, Arizona)
- 1992 : Médaille de bronze du CNRS
- 1995 : Nommé professeur à l'université Clermont-Auvergne (Clermont-Ferrand)
- 1999-2002 : Président du département des sciences de la Terre
- 2004-2007 : Directeur du Laboratoire magmas et volcans
- 2008 : Détaché au CNRS à l'IPGP et affecté à l'université de l'île de La Réunion
- 2011-2014 : Président du département des sciences de la Terre (Clermont-Ferrand)
- 2024 : Retraité professeur émérite (Université Clermont-Auvergne)

## Romans
- 2003 : L'Épée maudite - Éditions J'ai Lu Jeunesse
- 2009 : L'Avers et le Revers - Éditions de Fallois Le narrateur de L'Avers et le Revers est un des héros de Fortune de France (roman écrit par le père de l'auteur), le valet de Pierre de Siorac. La vie de cette époque est donc vue, décrite et commentée par un homme du peuple, qui entra au service du jeune Pierre de Siorac et qui devait rester auprès de lui toute sa vie. Au plaisir de retrouver des personnages que plusieurs millions de lecteurs ont aimés et suivis pendant plus de vingt-cinq ans s’ajoutent ce décalage de point de vue et cet état d’esprit différent sur l’époque troublée qui forme le cadre historique de Fortune de France.
- 2010 : Noir négoce - Éditions de Fallois Jean-Baptiste Clertant, jeune officier de marine, embarque sur un navire négrier, ignorant tout de ce trafic d’êtres humains. En Afrique, il en découvre toute l’horreur et toute l’ignominie. Révolté, en opposition avec le capitaine et le premier lieutenant du navire, il noue des relations d’amitié avec un simple matelot, un ancien esclave noir affranchi qui sert d’interprète dans les transactions. Au cours de la traversée qui mène l’équipage et sa sinistre cargaison de l’Afrique à la Guadeloupe, un événement imprévu va pousser Jean-Baptiste à agir et à braver l’autorité du capitaine. À la fois roman d’aventure et roman historique, l’émouvant récit de Jean-Baptiste, servi par une documentation sans faille, décrit par le menu le commerce triangulaire tel qu’il se déroulait dans la seconde moitié du XVIIIe siècle.
- 2011 : Identité numérique - Éditions de Fallois
- 2013 : Electropolis - Éditions de Fallois
- 2014 : Au crépuscule de Néandertal[2] - Éditions de Fallois
- 2015 : Le Fils de l'Homme - Éditions de Fallois Premier tome d'un roman historique qui raconte la naissance du christianisme en s'appuyant sur les travaux les plus récents des exégètes et des chercheurs.
- 2016 : Urbi et Orbi - Éditions de Fallois Second tome sur la naissance du christianisme qui va de la fuite de Philippe de la Ville sainte jusqu'à la mort de Paul, de Jacques le juste et la destruction du temple de Jérusalem.
- 2017 : La Méduse - Chronique d'un naufrage annoncé - Editions de Fallois Ce roman historique relate avec précision les raisons d'un des plus célèbres naufrages de tous les temps ainsi que la tragédie vécue par les hommes abandonnés sur le fameux radeau peint par Géricault.
- 2019 : "Libre d'aimer" - XO Editions. Ce roman raconte la passion amoureuse de deux femmes sous l'Occupation.
- 2021 : "Dans l'ombre du loup" - XO Editions. Polar/thriller mettant en scène le commandant de la Police Judiciaire Hubert Grimm plongé dans une ténébreuse et sanglante affaire criminelle.
- 2022 : "Le Manoir des sacrifiées" - XO Editions. Seconde affaire criminelle du commandant Hubert Grimm.
- 2023 : "Les entrailles du mal" - XO Editions.  Troisième volet des aventures du commandant Grimm où le voile sur son terrible passé est levé.
- 2024 : "La chambre des ombres" - XO Editions.  Thriller inspiré par les expériences de déstructuration mentale menées par la CIA sur des cobayes humains dans les années 1950/60/70.

### Prix littéraires
- Noir négoce, prix Océanes 2011[3]

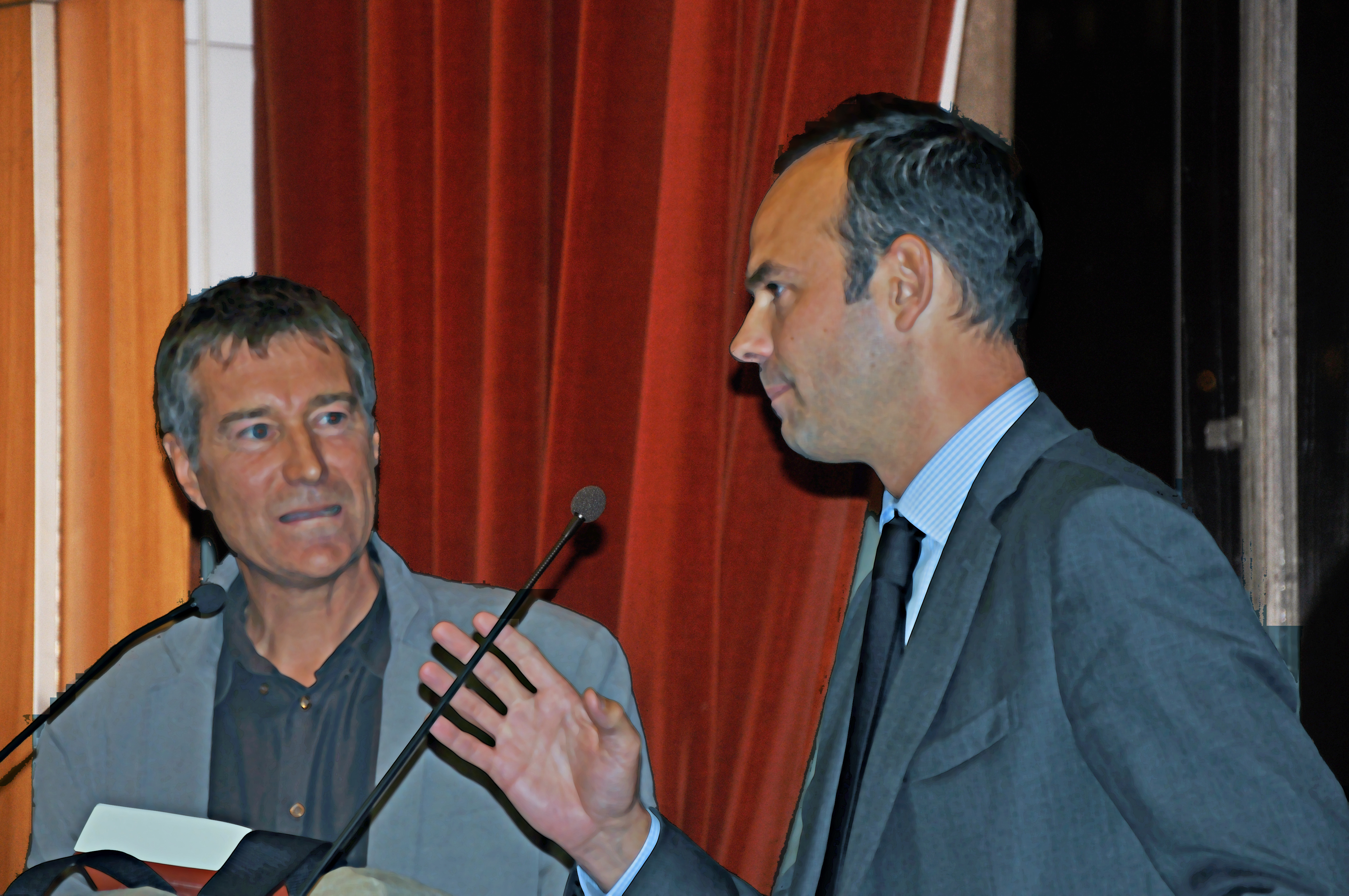
Édouard Philippe, en sa qualité de maire du Havre, remettant le prix littéraire Océanes à Olivier Merle en 2011.

- Electropolis, prix Charles-Exbrayat 2013
- La Méduse, Prix des lecteurs de la bibliothèque Musset 2018 (Paris 16ème)